# Шилова Інеса Володимирівна
Ши́лова Іне́са Володи́мирівна (16 червня 1945) — українська диригентка. Заслужена діячка мистецтв України. Народна артистка України (2008).
Освіту здобула в Київській консерваторії, де навчалась у класі хорового диригування в Олега Тимошенка.
Хормейстерка Національної опери України, професорка Національної музичної академії України ім. Чайковського.
Серед випускників диригент хору ім. Бортнянського Іван Богданов.